# Гражданская война в НДРЙ
Гражданская война в Народной Демократической Республике Йемен (араб. الحرب الأهلية في جمهورية اليمن الديمقراطية الشعبية‎), также известная как Южнойеменский кризис или январьские события '86-го — вооружённый внутригосударственный конфликт, произошедший в 1986 году, центром которого стала столица НДРЙ г. Аден. Гражданская война развилась в результате идеологических разногласий, а позднее и трайбалистской межплеменной напряжённости между двумя фракциями правящей Йеменской социалистической партии. 

## Предыстория

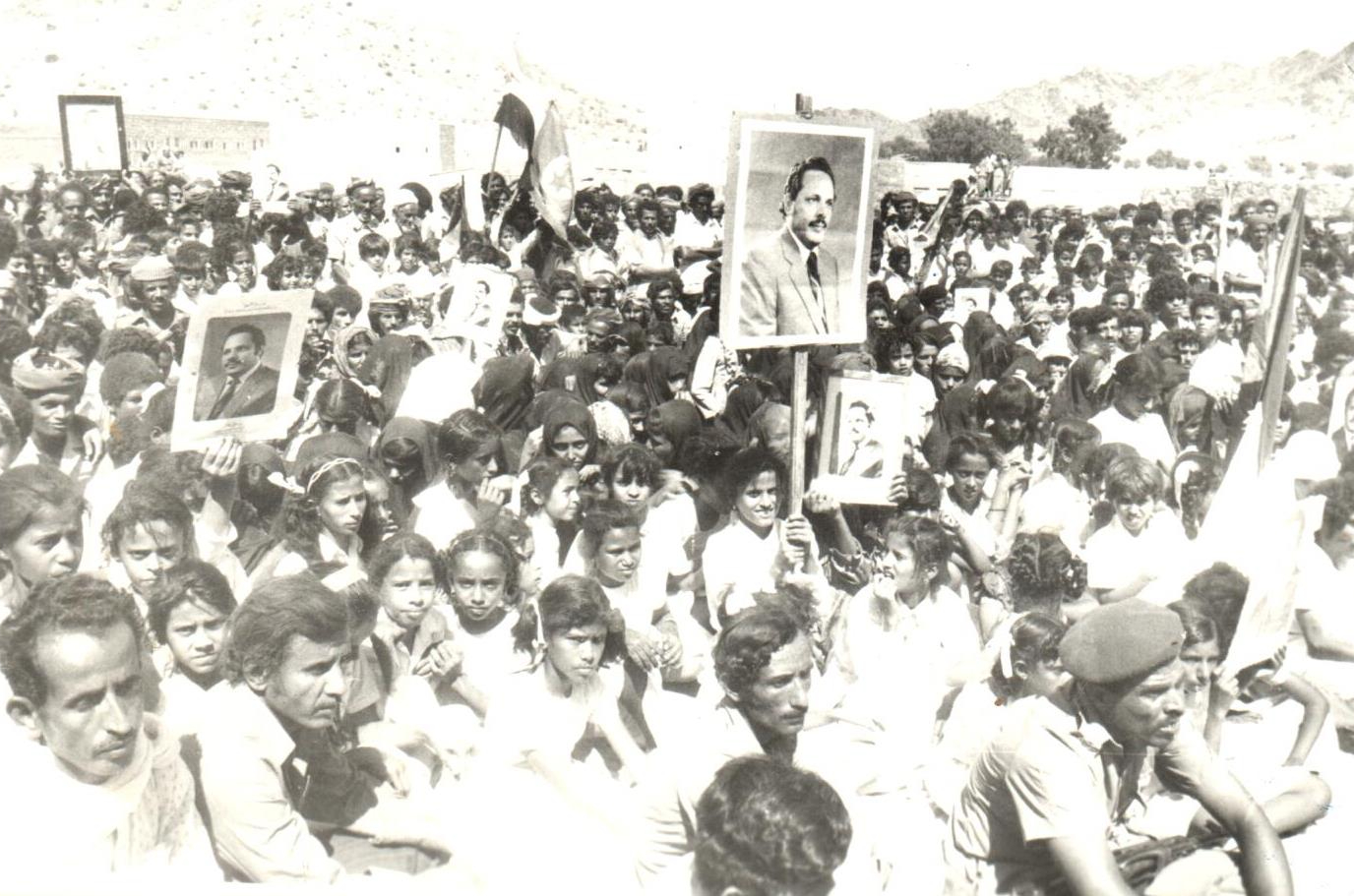
Митинг в поддержку Али Насера Мухаммеда в мухафазе Абьян (1985)

Руководство правящей Йеменской социалистической партии было охвачено внутренними разногласиями между фракциями ат-Тогма (сторонники Абдель Фаттаха Исмаила) и аз-Зомра (сторонники Али Насера Мухаммеда). В апреле 1980 года глава партии и государства Абдель Фаттах Исмаил под нажимом внутрипартийных сил подал в отставку «по состоянию здоровья» и отбыл в эмиграцию в Москву. На посту президента Южного Йемена его сменил Али Насер Мухаммед, слывший более примирительным по отношению к Западу лидером по сравнению с просоветской линией предшественника. 

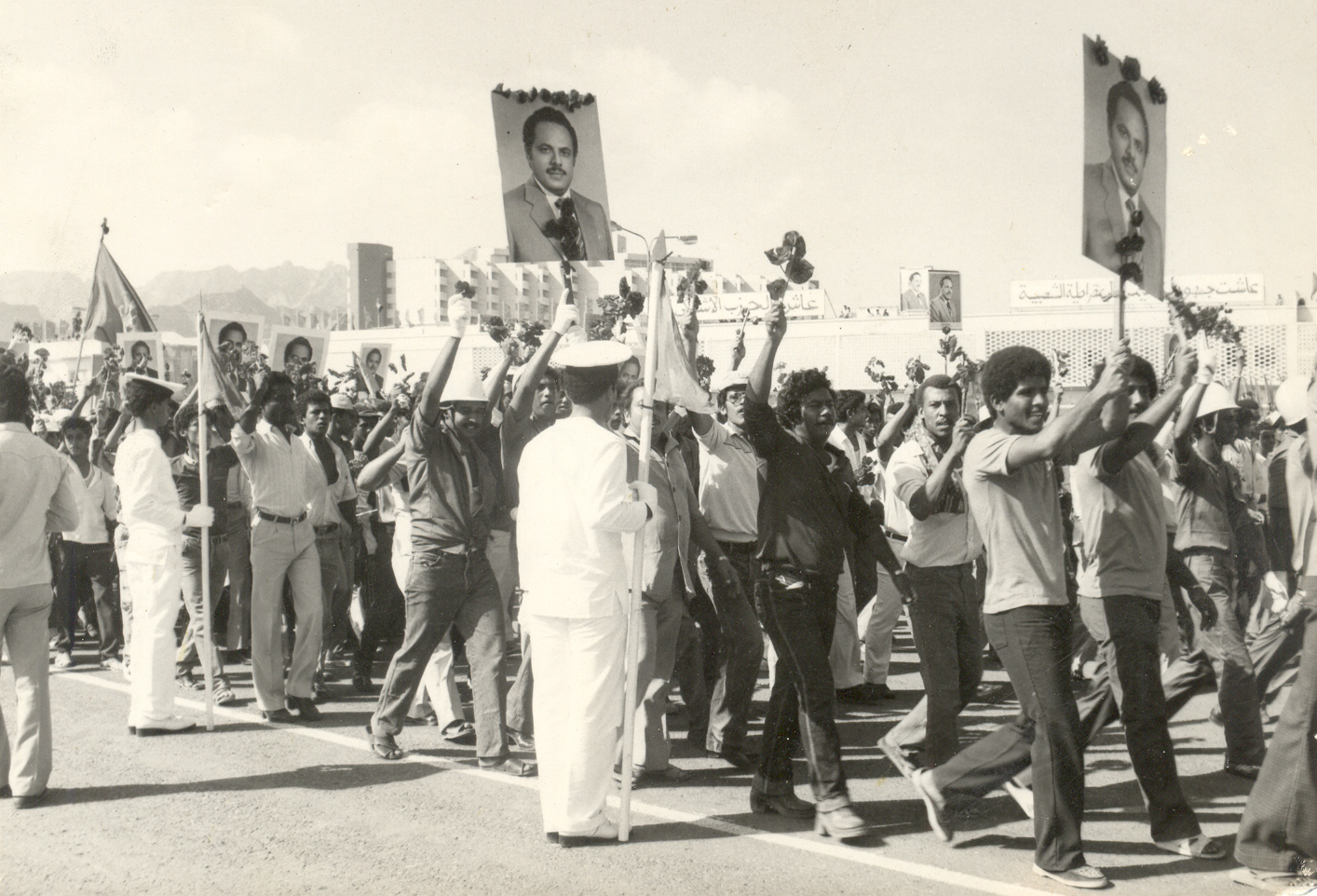
Проправительственная демонстрация

В феврале 1985 г. в руководстве партии было принято решение о передаче поста премьер-министра от Али Насера Абу Бакру Аль-Аттасу и возвращении из эмиграции Фаттаха Исмаила. В ЦК большинство членов поддерживали Али Насера, однако в политбюро большинство было за его оппонентами (с одной стороны, сам Али Насер Мухаммед, Абу Бакр абд-Аль-Раззак Бадхиб, Али абд-Аль-Раззак Бадхиб, Абд аль-Гани абд аль-Кадир, Анис Хасан Яхья и Ахмад Мусайид Хусейн; с другой — Али Антар, Салих Муслим Касим, Салим Салих Мухаммад, Али Салем аль-Бейд, Али Шайи Хади, Салих Мунассир аль-Сийяли, Абдель Фаттах Исмаил; двое сохраняли независимость — Хайдар Абу Бакр аль-Аттас и Абдельазиз ад-Дали). 
Ввиду напряжённости внутри партии в июне 1985 года политбюро Йеменской социалистической партии приняло резолюцию, в которой говорилось, что любой, кто прибегает к насилию при разрешении внутриполитических споров, считается преступником и предателем родины.

## Причины

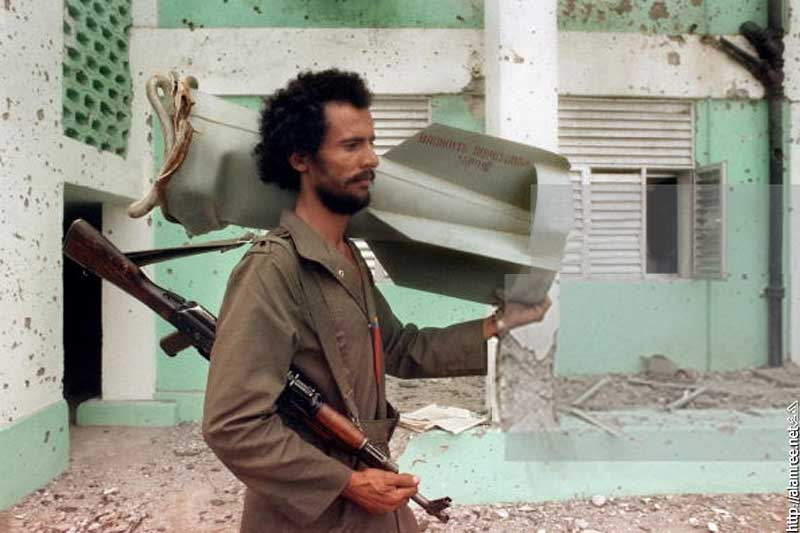
Ополченец ЙСП с деталью ракеты

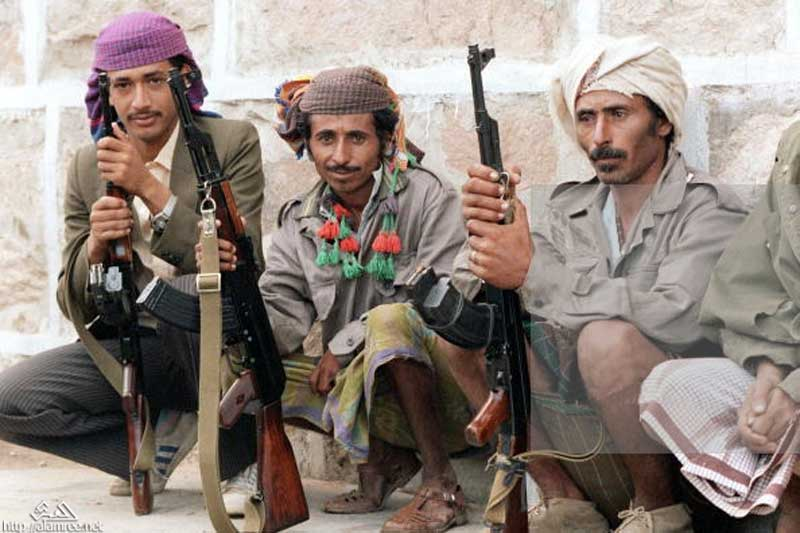
Ополченцы Йеменской соцпартии

К январю 1986 года в руководстве Йеменской социалистической партии (ЙСП) обострились серьёзные разногласия, существовавшие с 1980 года, что вылилось в прямое боевое столкновение на заседании руководства этой партии. Президент НДРЙ Али Насер Мухаммед, узнав о том, что лидеры оппозиции Абдель Фаттах Исмаил, Али Антар, Салех Муслих Кассем и Али Салем аль-Бейд готовятся сместить его с этого поста, приказал своей охране расстрелять их на заседании политбюро ЦК ЙСП 13 января 1986 года. 
Поскольку большинство членов политбюро были вооружены и имели собственных телохранителей, началась перестрелка. Сторонников Али Насера в зале заседаний не было. В результате бывший президент и лидер оппозиционной фракции ЙСП Абдель Фаттах, вице-президент Али Антар, министр обороны Салех Муслих и один из партийных руководителей Али Шайи погибли. Одним из немногих выживших оказался будущий руководитель страны Али Салем аль-Бейд. Тяжело раненый Абдель Фаттах Исмаил пережил нападение, но, по всей видимости, погиб позже в тот же день, когда военно-морские силы, лояльные Али Насеру, обстреляли город (возможно, сгорел в обстрелянном из гранатомёта БТР при попытке эвакуации; о его гибели официально было заявлено 6 февраля 1986 года на пленуме ЦК ЙСП).

## Ход конфликта
Во всех провинциях, городах и многих воинских частях одновременно были созваны заседания партийных бюро всех уровней с той же целью физического устранения сторонниками Али Насера Мухаммеда, был развязан практически повсеместный террор против сторонников Абдель Фаттаха и Али Антара.Сторонники Али Насера начали арестовывать и физически уничтожать своих противников не только в органах партии, но и в армии, полиции, госбезопасности. 
МВД, ВМС (22 корабля, в том числе дивизион ракетных катеров, 2 танковые роты и бригада морской пехоты) и основная часть авиации были на стороне президента, но основные бронетанковые и специальные части — на стороне оппозиции, что способствовало развёртыванию активных внутрийеменских боевых действий. Через несколько дней к Адену подошли танки командующего танковыми войсками Хейсама Касема и пехота Западного операционного направления (Эль-Анад) — начались кровопролитные бои за пригороды и сам город. При этом население страдало не только от обстрелов (были взорваны артиллерийские склады и нефтехранилища), но и от перебоев с пресной водой и электричеством (многие объекты гражданской инфраструктуры были разрушены или сожжены).
Южнойеменская делегация во главе с премьер-министром НДРЙ Хайдаром Абу Бакром аль-Аттасом, находившимся 13 января с визитом в Индии, с 16 по 23 января вела переговоры в Москве, где заручилась поддержкой и обратилась с призывом о прекращении огня между «товарищами по совместной борьбе».

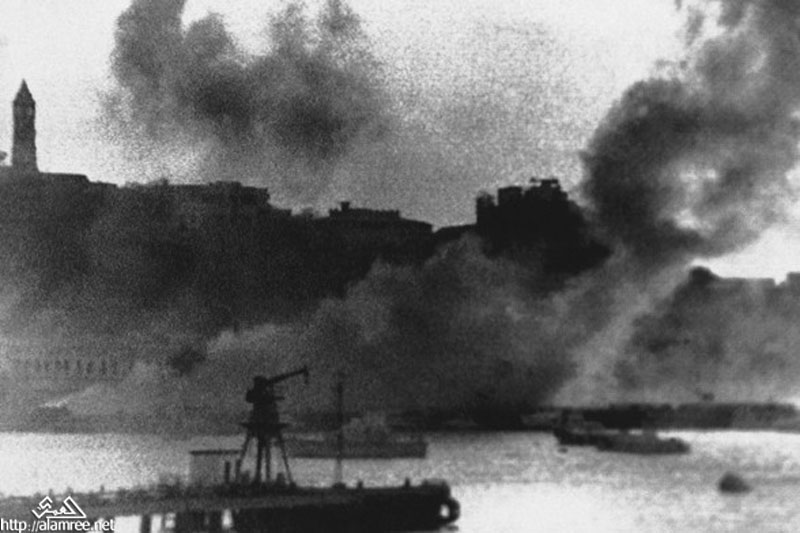
Дым от боевых действий в Адене

Али Насер вылетел в Эфиопию к Менгисту Хайле Мариаму, отказавшему ему в просьбе о помощи, затем некоторое время пытался удерживать позиции в своей родной провинции Абъян, но после поражения эмигрировал. Активная фаза боевых действий закончилась 24 января.

## Последствия
Али Насер Мухаммед, подверженный трайбализму, недооценил своих противников, на сторону которых встали важнейшие специальные и танковые части армии НДРЙ. В результате его опрометчивых действий в стране вспыхнули кровопролитные столкновения, в которые были втянуты все армейские и полицейские части, включая авиацию и флот, полностью прекратившиеся лишь в феврале. Они привели к многочисленным жертвам среди населения (от 4 до 10 тысяч человек) и большим материальным потерям. Экономический ущерб превысил 115 млн долларов.

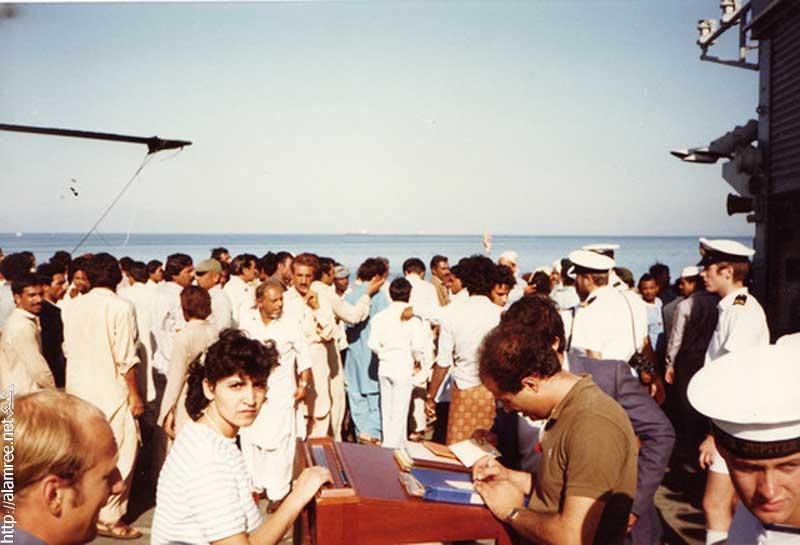
Беженцы из Южного Йемена

Бои продолжались 12 дней и привели к тысячам жертв. Страну вынуждены были покинуть более 60 тыс. человек, ставших таким образом политическими беженцами, в том числе сам Али Насер и его сторонники. В стране надолго появилась нехватка рабочей силы. Среди прочего, конфликт привёл к гибели, отставке или эмиграции значительной части наиболее опытных руководящих кадров ЙСП, что привело к значительному ослаблению южнойеменских властей и последующему объединению страны с Северным Йеменом в 1990 году.

## Участие советской стороны

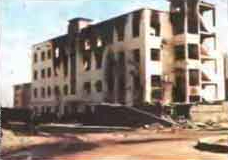
Разрушенное здание в Кхор-Максаре

Эти события не стали неожиданностью для советской внешней разведки, которая в течение длительного времени информировала Москву о сложившейся взрывоопасной обстановке в южнойеменском руководстве. По предложению органов разведки советское руководство пыталось примирить враждующие группировки и тем самым предотвратить кровавый конфликт в стране.
Во время вооружённых столкновений в Адене резидентура предпринимала меры по разведению враждующих сторон и прекращению боёв. Большую роль в этом сыграли советские военные специалисты в стране.
Ведущие державы — СССР, Великобритания и Франция — впервые после Второй мировой войны — вынуждены были в этой ситуации объединить усилия своих флотов и дипломатических представительств в Адене и организовать срочную эвакуацию из Адена своих граждан и граждан других стран, при этом договорившись с противоборствующими сторонами внутреннего конфликта о прекращении огня на время эвакуации.
Важную роль сыграла резидентура в организации эвакуации 8 тыс. советских граждан и 2 тыс. иностранцев. 

## Политкорректность
Примечательно, что известный арабист В. В. Наумкин в своем очерке «Народная Демократическая Республика Йемен», опубликованном в сборнике «Новейшая история арабских стран Азии» в 1988 году, ничего не пишет о рассмотренных событиях.

## В культуре
Действие романа «Журналист» Андрея Константинова происходит во время вышеупомянутых обытий.